# Großsteingrab Hohnstorf
Das Großsteingrab Hohnstorf war eine megalithische Grabanlage der jungsteinzeitlichen Trichterbecherkultur bei Hohnstorf, einem Ortsteil von Bienenbüttel im Landkreis Uelzen (Niedersachsen). Es wurde im 19. oder frühen 20. Jahrhundert zerstört. Das Großsteingrab wurde 1878 durch den Pastor Karl Kayser auf einer Karte vermerkt und lag nordöstlich des Ortes an der Grenze zum Gutsbezirk Solchstorf. Gerhard Körner und Friedrich Laux konnten bei einer Begehung des Standorts im Jahr 1969 nur noch einen aufgewühlten Hügel erkennen. Die Steineinbauten waren restlos zerstört. Über Ausrichtung, Maße und Grabtyp der Anlage liegen keine Informationen vor.